# Carter (film)
Carter (Koreaans: 카터; RR: Kateo) is een Zuid-Koreaanse actiefilm uit 2022, geregisseerd door Jung Byung-gil. De titelrol wordt vertolkt door Joo Won die een voormalig CIA-agent speelt met geheugenverlies.

## Verhaal
Carter wordt twee maanden na het begin van een dodelijke pandemie wakker in de gedemilitariseerde zone die Noord-Korea, maar ook de Verenigde Staten al heeft verwoest. Hij herinnert zich niets meer van zijn verleden. Hij heeft een mysterieus apparaat in zijn hoofd, een dodelijke bom in zijn mond en een stem in zijn oor die hem orders geeft om niet gedood te worden, terwijl hij betrokken is bij een mysterieuze operatie waarbij CIA-agenten en Noord-Korea hem van dichtbij achtervolgen.

## Rolverdeling
| Acteur         | Personage                 |
| -------------- | ------------------------- |
| Joo Won        | Carter Lee / Michael Bane |
| Lee Sung-jae   | Kim Jong-hyuk             |
| Jeong So-ri    | Han Jung-hee              |
| Byeon Seo-yun  | Choi Yu-jin               |
| Jung Jae-young | Dr. Jung Byung-ho         |
| Kim Bo-min     | Jung Ha-na                |
| Jung Hae-kyun  | Kim Dong-gyu              |
| Camilla Belle  | Agnes                     |
| Mike Colter    | Smith                     |

## Productie
Joo Won bevestigde zijn deelname aan de film op 19 maart 2021. Twee maanden later, in mei maakte een vertegenwoordiger van het IOK Company-bureau bekend dat Lee Sung-jae zich ook bij de cast zou voegen.
De opnames begonnen eind juni 2021 in Osong, in de provincie Noord-Chungcheong.

## Release
De film ging in première op 5 augustus 2022 op de streamingdienst Netflix.

## Ontvangst
Op Rotten Tomatoes heeft Carter een waarde van 36% en een gemiddelde score van 4,60/10, gebaseerd op 11 recensies.